# Vimioso
Vimioso és un municipi de Portugal, a la subregió d'Alt Trás-os-Montes i al districte de Bragança. Limita al nord amb Alcañices i Trabazos (província de Zamora), a l'est amb el municipi de Miranda do Douro, al sud amb Mogadouro, a l'oest amb Macedo de Cavaleiros i al nord-oest amb Bragança. A part del municipi encara s'hi parla el mirandès, un dialecte de l'asturlleonès.

## Parròquies
| Parròquia        | Població | Àrea (km²) | Densitat (/km²) |
| ---------------- | -------- | ---------- | --------------- |
| Algoso           | 279      | 36,92      | 7,6             |
| Angueira         | 162      | 22,01      | 7,4             |
| Argozelo         | 809      | 29,55      | 27,4            |
| Avelanoso        | 204      | 29,43      | 6,9             |
| Caçarelhos       | 271      | 31,01      | 8,7             |
| Campo de Víboras | 145      | 26,04      | 5,6             |
| Carção           | 525      | 27,6       | 19              |
| Matela           | 338      | 45,81      | 7,4             |
| Pinelo           | 271      | 33,13      | 8,2             |
| Santulhão        | 508      | 47,53      | 10,7            |
| Uva              | 172      | 34,93      | 4,9             |
| Vale de Frades   | 203      | 39,52      | 5,1             |
| Vilar Seco       | 220      | 23,08      | 9,5             |
| Vimioso          | 1,208    | 54,91      | 22              |

## Evolució de la població
| Població del municipi de Vimioso (1801 – 2004) | Població del municipi de Vimioso (1801 – 2004) | Població del municipi de Vimioso (1801 – 2004) | Població del municipi de Vimioso (1801 – 2004) | Població del municipi de Vimioso (1801 – 2004) | Població del municipi de Vimioso (1801 – 2004) | Població del municipi de Vimioso (1801 – 2004) | Població del municipi de Vimioso (1801 – 2004) | Població del municipi de Vimioso (1801 – 2004) |
| ---------------------------------------------- | ---------------------------------------------- | ---------------------------------------------- | ---------------------------------------------- | ---------------------------------------------- | ---------------------------------------------- | ---------------------------------------------- | ---------------------------------------------- | ---------------------------------------------- |
| 1801                                           | 1849                                           | 1900                                           | 1930                                           | 1960                                           | 1981                                           | 1991                                           | 2001                                           | 2004                                           |
| 1.831                                          | 5.555                                          | 11.086                                         | 11.484                                         | 12.782                                         | 8.500                                          | 6.323                                          | 5.315                                          | 5.105                                          |